# Mesquitela (Celorico da Beira)
Mesquitela ist eine Gemeinde (Freguesia) im portugiesischen Kreis Celorico da Beira. In ihr leben 203 Einwohner (Stand 19. April 2021).